# Hofburg (Innsbruck)
La Hofburg era la residenza ufficiale del governatore del Tirolo a Innsbruck, divenuta successivamente la residenza estiva della famiglia imperiale austriaca.

## Storia e descrizione

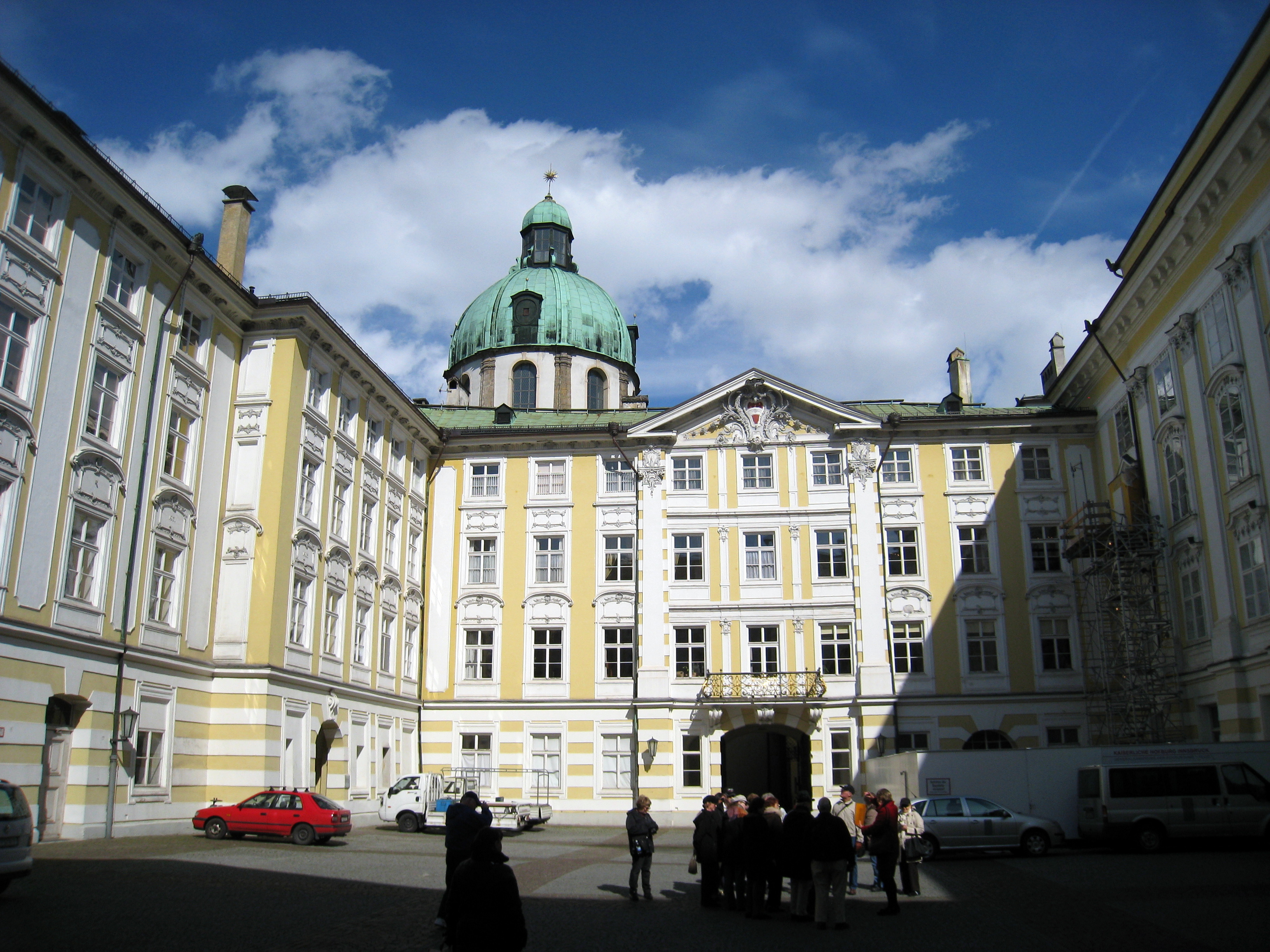
il Cortile d'onore

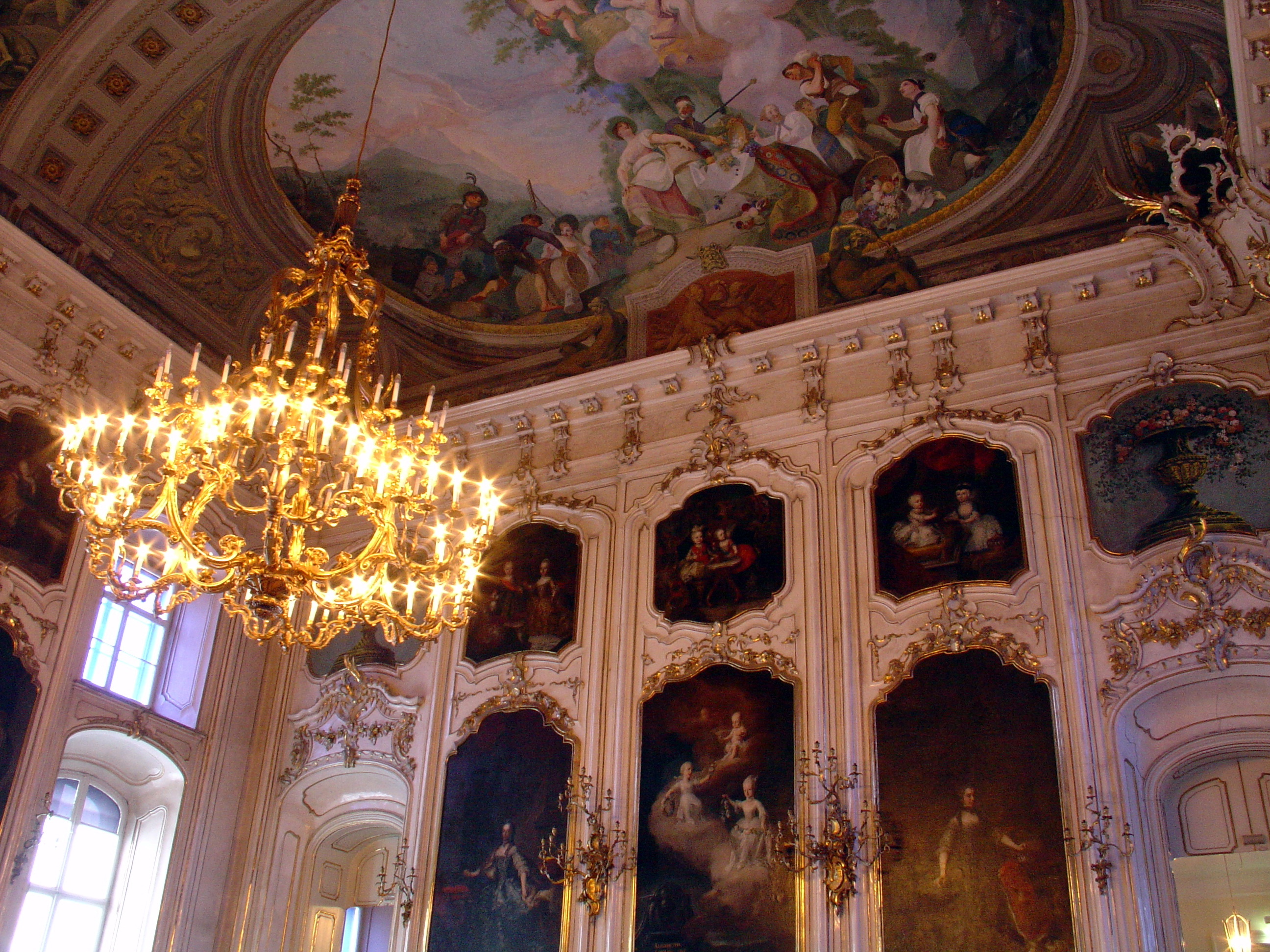
La Sala dei Giganti

La storia della Hofburg di Innsbruck è molto antica in quanto il primo castello ivi costruito risale all'epoca medioevale quando l'arciduca Sigismondo d'Austria, conte del Tirolo sentì la necessità di fortificare il borgo di Innsbruck. Il suo successore, re dei Romani e poi Imperatore Massimiliano I costruì invece l'attuale sistema che si può ancora vedere. 
La struttura rimase inalterata sino all'epoca di Maria Teresa d'Austria quando ella diede ordine di ristrutturare il castello in stile rococò che è la forma con il quale esso ci è giunto.
I lavori furono prima affidati all'architetto locale Johann Martin Gumpp, tra il 1754 e il 1756, in seguito subentrò K. J. Walter, dal 1766 al 1773. All'interno si conservano le sontuose Punkräume, le "Sale di Gala", fra cui emerge la bella Riesensaal, la "Sala dei Giganti", usata come salone delle feste, dal soffitto affrescato con il Trionfo della Dinastia Asburgo-Lorena, dipinto nel 1775 dal tedesco Fran Anton Maupertsch. Alle pareti grandi ritratti degli Asburgo-Lorena.
Maria Teresa fece costruire anche un arco trionfale sull'attuale Maria-Theresien-Straße in ricordo di due sue visite alla città, una nel 1739 ed una nel 1765 in occasione del matrimonio di suo figlio Leopoldo, evento che venne in parte oscurato dalla morte di suo marito, l'imperatore Francesco Stefano di Lorena durante i festeggiamenti. La coppia imperiale alloggiava all'epoca proprio alla Hofburg di Innsbruck e Maria Teresa, che aveva una sfrenata ammirazione per il marito, diede ordine che la sua camera da letto fosse convertita in cappella per il palazzo.
Attualmente la Hofburg è di proprietà statale ed è sede di mostre e convegni.